# Isérables
Isérables ist eine politische Gemeinde und eine Burgergemeinde im Bezirk Martigny des Kantons Wallis in der Schweiz.

## Geographie

Luftbild (1949)

Isérables umfasst eine Fläche von 1532 Hektaren zwischen der Rhône-Ebene (460 m ü. M.) und dem Pointe des Champs Ferret als höchstem Punkt der Gemeinde mit 2742 m ü. M. Der Ort selbst liegt an steiler Hanglage auf rund 1100 m ü. M. Zum Gemeindegebiet gehören auch der Weiler Les Crêteaux, das Maiensäss Les Prarions, die Alp Balavaux und das Rosey-Tal mit der gleichnamigen Alp.
Die Nachbargemeinden von Isérables sind im Nordosten, Osten und Südosten Nendaz und im Südwesten, Westen und Nordwesten Riddes.

## Geschichte
Eisenzeitliche und römische Funde belegen eine frühe Besiedlung. Der Ort wurde 1227 erstmals urkundlich erwähnt unter dem Namen Aserablos. 1324 hiess der Ort Yserablo. Während des Mittelalters gehörte der Ort zu verschiedenen Herrschaften, u. a. den Herren von Turn, dem Bischof von Sitten und dem Herzogtum Savoyen. 1691 und 1881 wurde das Dorf durch grosse Brände stark beschädigt. Die Häuser wurden danach teilweise aus Stein wieder aufgebaut. Die Unabhängigkeit wurde der Gemeinde am 13. März 1798 verliehen.
Aufgrund der topografischen Lage in einem Steilhang lebten die Einwohner lange Zeit isoliert und de facto unabhängig. Nur ein Fussweg stellte die Verbindung zum Tal sicher. Die Bewohner legten deshalb im steilen Gelände ausgedehnte Ackerterrassen zum Getreide- und Kartoffelanbau an und errichteten kleine Vorratsgebäude, sogenannte raccards. Dies prägt das Dorfbild bis heute. Im Juni 1917 wurde der sozialistische Arbeiterverein Union ouvrière d’Isérables gegründet.
Erst durch den Bau der Seilbahn Riddes–Isérables im Jahr 1942 und einer Strasse Mitte der 1970er Jahre änderte sich die Situation. In den 1950er und 1960er Jahren entstanden im steilen Gelände erste Uhr- und Montagefabriken. 1970 entstanden im Maiensäss Les Prarions erste Bergbahnen. Die touristische Entwicklung blieb aber bis heute auf bescheidenem Niveau.

## Bevölkerung
| Bevölkerungsentwicklung | Bevölkerungsentwicklung | Bevölkerungsentwicklung | Bevölkerungsentwicklung | Bevölkerungsentwicklung | Bevölkerungsentwicklung | Bevölkerungsentwicklung | Bevölkerungsentwicklung | Bevölkerungsentwicklung | Bevölkerungsentwicklung | Bevölkerungsentwicklung | Bevölkerungsentwicklung | Bevölkerungsentwicklung |
| ----------------------- | ----------------------- | ----------------------- | ----------------------- | ----------------------- | ----------------------- | ----------------------- | ----------------------- | ----------------------- | ----------------------- | ----------------------- | ----------------------- | ----------------------- |
| Jahr                    | 1802                    | 1850                    | 1900                    | 1950                    | 1986                    | 2000                    | 2010                    | 2012                    | 2014                    | 2016                    | 2018                    | 2020                    |
| Einwohner               | 285                     | 799                     | 1052                    | 1213                    | 1025                    | 946                     | 881                     | 866                     | 871                     | 830                     | 832                     | 827                     |

Heute sinkt die Einwohnerzahl (1986: 1'025 Einwohner) insbesondere aufgrund des Geburtenrückgangs und des Wegzuges junger Einwohner.

## Politik
Die Exekutive, der Conseil municipal, von Isérables besteht aus sieben Mitgliedern. Die parteipolitische Zusammensetzung für die Legislaturperiode 2021–2024 ist folgendermassen: FDP 4, CVP 2, SP 1. Gemeindepräsident ist Régis Monnet (FDP).
Bei den Schweizer Parlamentswahlen 2019 betrugen die Wähleranteile in der Gemeinde Isérables: FDP 49,5 %, CVP 23,9 %, SVP 12,0 %, SP 7,3 %, Grüne 4,9 %.

## Bilder

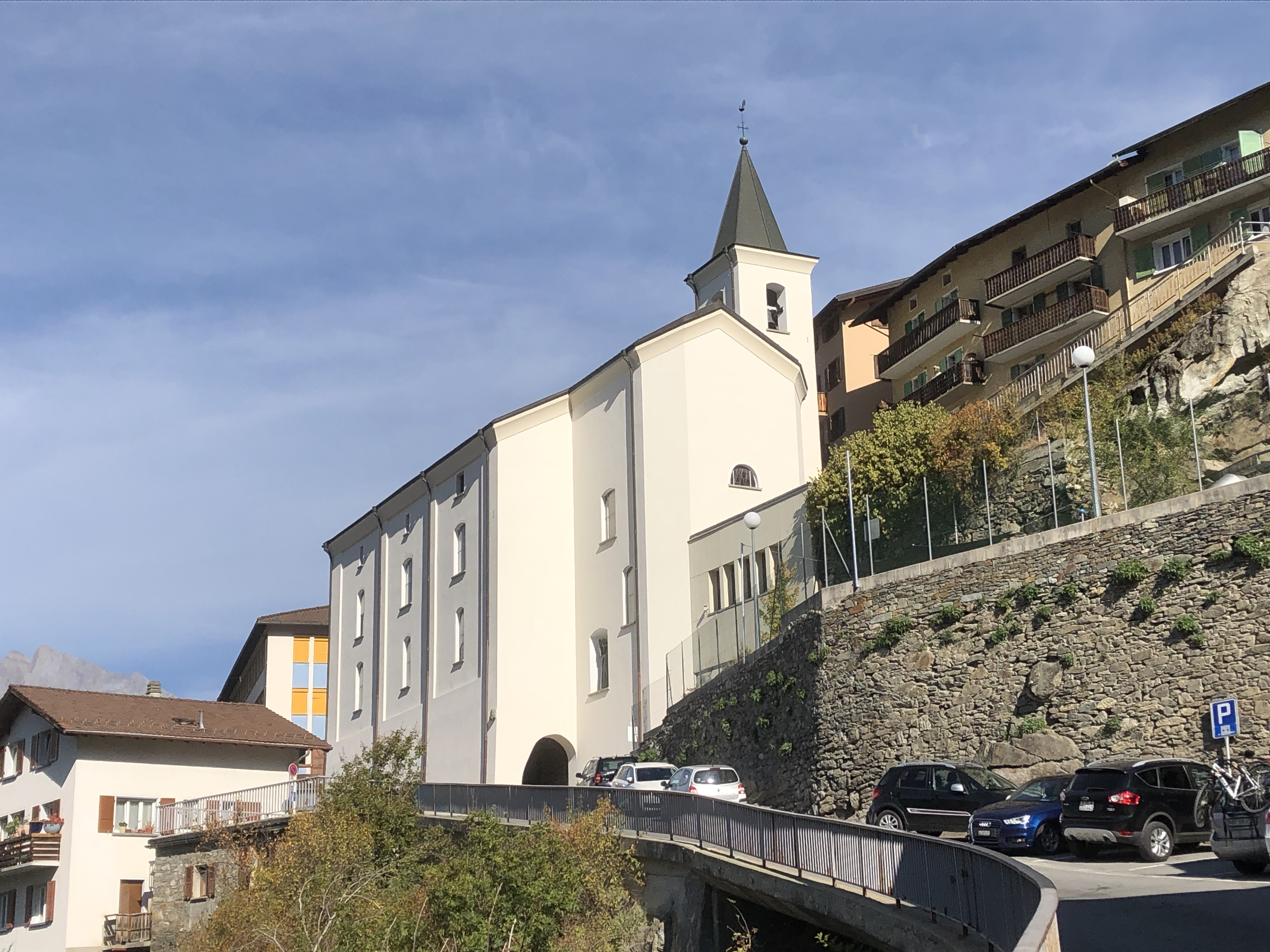
Kirche von Isérables
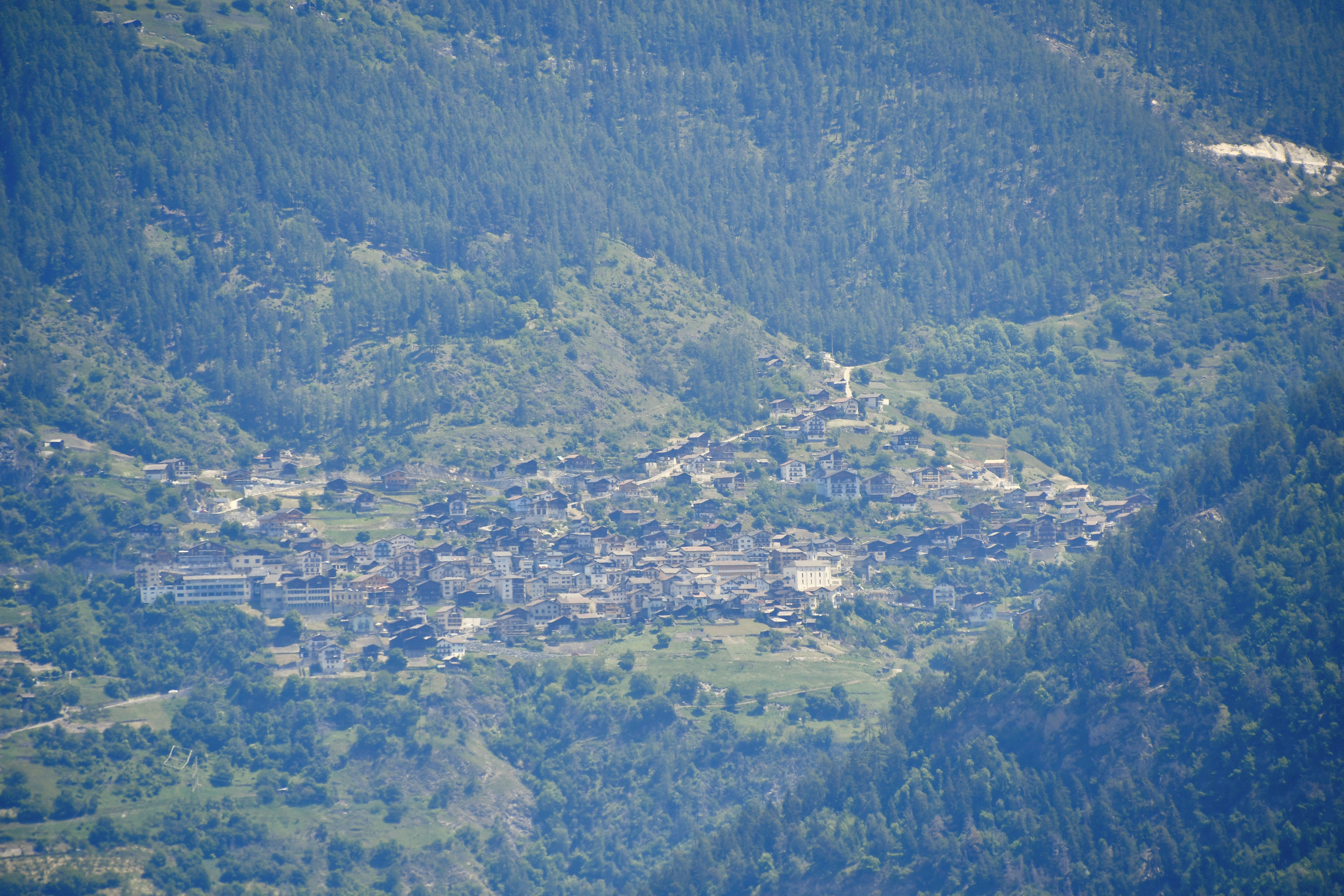
Blick von Saillon auf Isérables
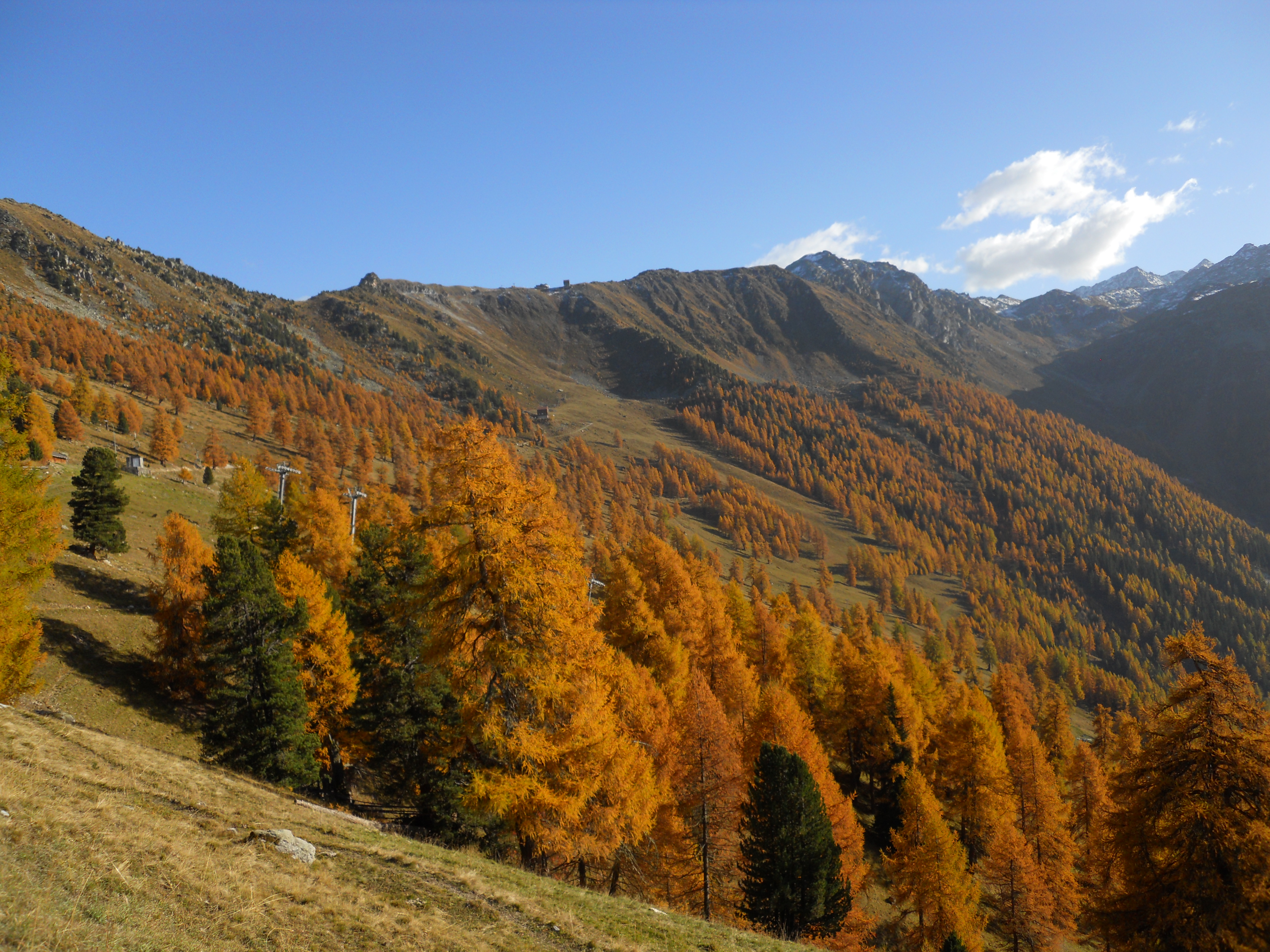
Lärchen oberhalb von Les Prarions
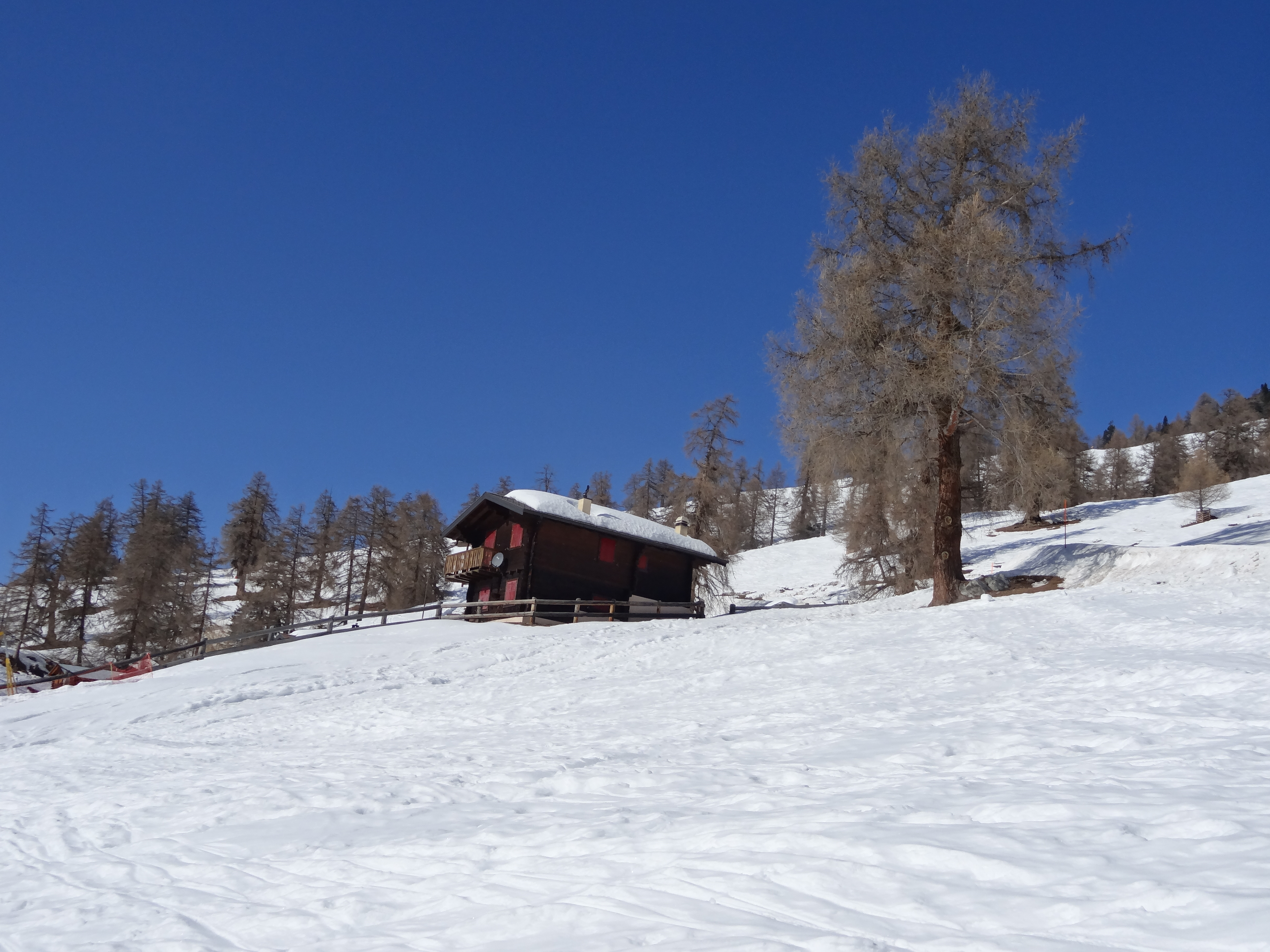
Les Prarions